# Bedd Branwen

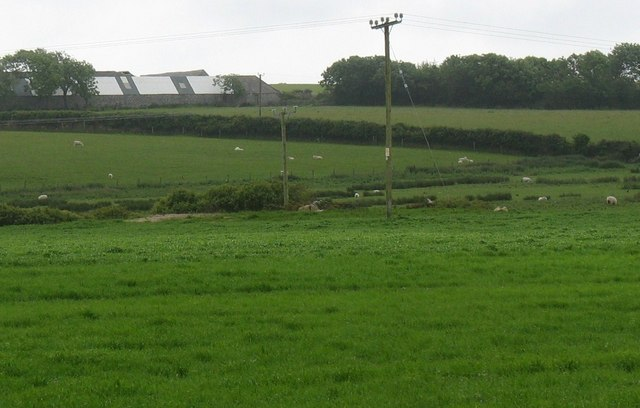
Bedd Branwen

Der Rundcairn Bedd Branwen (auch  „Damh teh Bard“ oder „Queen Branwen's Grave“ genannt) liegt am Afon Alaw nordöstlich von Elim auf der Insel Anglesey in Powys in Wales. 
In dem Rest eines Grabhügels, (walisisch Bedd) der vermutlich aus der Bronzezeit (1650 und 1400 v. Chr.) stammt, soll die keltische Mythen-Königin Branwen aus dem Mabinogion begraben sein. 
Der grasbewachsene Cairn ist ein etwa 0,5 m hoher und 20 m breiter Hügel mit einer Vertiefung in der Mitte, aus der ein 1,25 m hoher, 0,75 m mal 0,75 m messender, in Längsrichtung gespaltener Menhir ragt. Eine Reihe Randsteine ist um den äußeren Rand herum sichtbar.
Bedd-Branwen-Periode ist der Name, den Colin Burgess (geb. 1938) der frühen Bronzezeit in Großbritannien für den Zeitraum zwischen 1650 und 1400 v. Chr. gab. Sie folgt seiner Overton-Periode und wird durch seine Knighton-Heath-Periode abgelöst.
Um 1800 wurde der Stein erstmals ausgegraben. Bei Ausgrabungen in den 1960er Jahren unter der Leitung von Frances Lynch wurden Urnen gefunden, so dass die Vermutung besteht, dass die Geschichte Branwens auf einer wahren Begebenheit beruht, die während der Bedd-Branwen-Periode stattfand. 
Das Monument von nationaler Bedeutung ist ein wichtiges Relikt einer prähistorischen Grab- und Rituallandschaft und besitzt ein archäologisches Potential, mit einer hohen Wahrscheinlichkeit für das Vorhandensein von intakten Bestattungs- oder rituellen Ablagerungen, zusammen mit ökologischen und strukturellen Belegen.